# ナンベイクイナ
ナンベイクイナ（南米水鶏、学名：Rallus semiplumbeus）は、ツル目クイナ科クイナ属に分類される鳥類。

## 分布
- R. s. pervianus

ペルー？
- R. s. semiplumbeous

コロンビア東部

## 形態
全長25-30センチメートル。上面の羽衣は濃緑黄色で黒い斑点が入り、顔から胸部までの羽衣は淡灰褐色。腹部の羽衣は黒く、白い横縞が入る。尾羽基部の下面（下尾筒）を被う羽毛は白い。雨覆は赤褐色。
虹彩は暗褐色。嘴は長い。嘴や後肢は暗赤色。

## 分類
属内ではミナミオニクイナに近縁と考えられている。
- Rallus semiplumbeus pervianus
- Rallus semiplumbeus semiplumbeous　Sclater, 1856

## 生態
標高2,000-4,000メートルにあるサバンナや湿原に生息する。
食性は雑食で、昆虫、カエル、魚類の死骸などを食べる。
7-9月に繁殖すると考えられている。

## 人間との関係
開発や野焼き、放牧による生息地の破壊、狩猟、灌漑事業による水位の変位、土壌汚染などにより生息数は減少している。